# Krompach
Krompach település Csehországban, Česká Lípa-i járásban. Krompach Oybin, Jonsdorf, Jablonné v Podještědí és Mařenice településekkel határos. Lakosainak száma 178 fő (2024. január 1.).

## Népesség
A település lakosságának változását az alábbi diagram mutatja:
| Lakosok száma | 1960 | 1564 | 1255 | 207  | 160  | 170  | 149  | 168  | 202  | 178  |
|               | 1869 | 1900 | 1921 | 1961 | 1980 | 2011 | 2016 | 2019 | 2021 | 2024 |